# Frédéric-Charles de Schönborn-Buchheim
Le baron, puis comte (1701) Frédéric-Charles de Schönborn-Buchheim (en allemand : Friedrich Carl von Schönborn-Buchheim), né le 3 mars 1674 à Mayence et mort le 26 juillet 1746 à Wurtzbourg, est un prince-évêque de Wurtzbourg et de Bamberg. Il est aussi vice-chancelier du Saint-Empire romain germanique.

## Famille
Frédéric-Charles de Schönborn-Buchheim est le deuxième fils du baron de Schönborn-Buchheim, ministre d'État à la cour de Mayence et le neveu du prince-évêque de Mayence, Lothaire-François de Schönborn. Son frère aîné est le prince-évêque de Wurtzbourg, Jean-Philippe de Schönborn (1673-1724), et ses frères puinés, le cardinal Damien de Schönborn-Buchheim (1676-1743), prince-évêque de Spire et de Constance, et François-Georges de Schönborn (1682-1756), prince-électeur de Trèves, prince-abbé de Prüm, prince-évêque de Worms et prince-prévôt d'Ellwangen.

## Biographie
Frédéric-Charles étudie avec ses frères au collège jésuite d'Aschaffenbourg à partir de 1681. Il reçoit les ordres mineurs en 1701 et il est fait comte. Trois ans plus tard, il fait partie du chapitre de la cathédrale de Wurtzbourg et, en 1705, de celui de la cathédrale de Bamberg. Après des études à Wurtzbourg, Mayence et Rome, il remplit des missions diplomatiques pour son oncle Mgr Lothaire-François de Schönborn, en Pologne, Suède, Prusse et Saxe.

### Chancelier de l'Empire

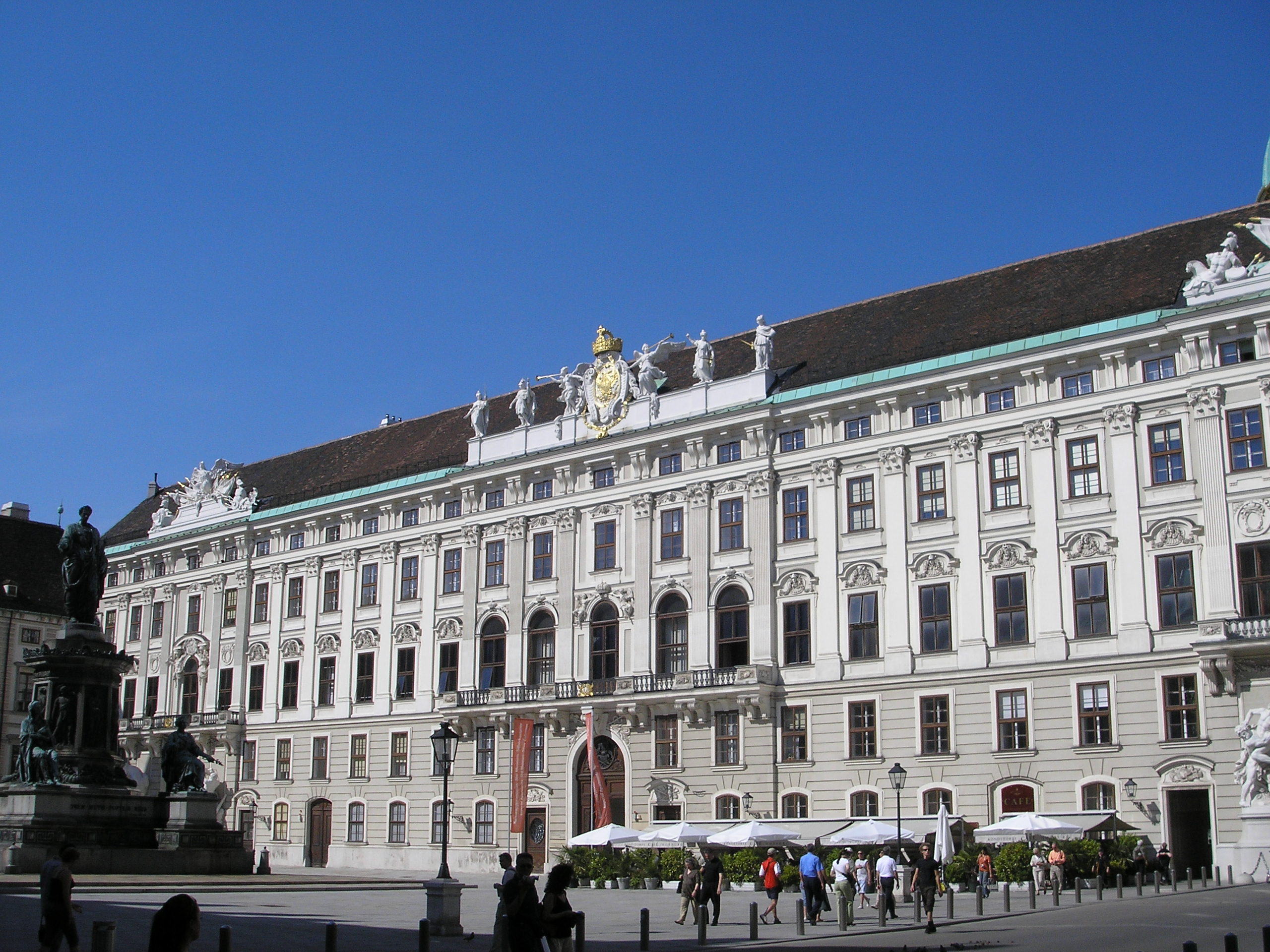
Façade de la chancellerie à la Hofburg de Vienne.

L'empereur Joseph Ier du Saint-Empire l'appelle en 1705 à la cour de Vienne en tant que vice-chancelier. Frédéric-Charles est nommé évêque titulaire d'Arcadiopolis-en-Asie (de). Il demeure dans la capitale de l'Empire jusqu'en 1731 sous le règne de Charles VI.
Il se lie avec le Prince Eugène et s'adonne à son goût de la construction, de l'art des jardins et de la collection d'œuvres d'art. Il le conseille pour la construction du palais du Belvédère et fait la connaissance, grâce au prince, de l'architecte Lukas von Hildebrandt qui devient architecte de la famille de Schönborn, ainsi que de l'abbé bénédictin Gottfried Bessel, pour l'abbaye de Göttweig et de la Hofburg pour ses premiers plans de 1724.
Frédéric-Charles est consacré évêque de Wurtzbourg, mais demeure encore quelques années à Vienne. Balthasar Neumann, qui est ensuite son architecte à la résidence de Wurtzbourg, fait plusieurs fois le voyage à Vienne pour lui soumettre ses plans ainsi qu'à Hildebrandt. Le prince-évêque aura pendant toute la vie d'Hildebrandt des liens d'amitié avec son architecte. Celui-ci écrit en 1742 qu'aucun homme ne le connaît mieux que lui. Il lui construit le palais Schönborn, avec un parc magnifique, à Vienne, ainsi que le Blauer Hof (palais bleu) à Laxenbourg. Il bâtit aussi l'église et le château de Göllersdorf, le Palais Schönborn-Batthyány à partir de 1740 à Vienne, ainsi que le palais de la chancellerie.

### Prince-évêque

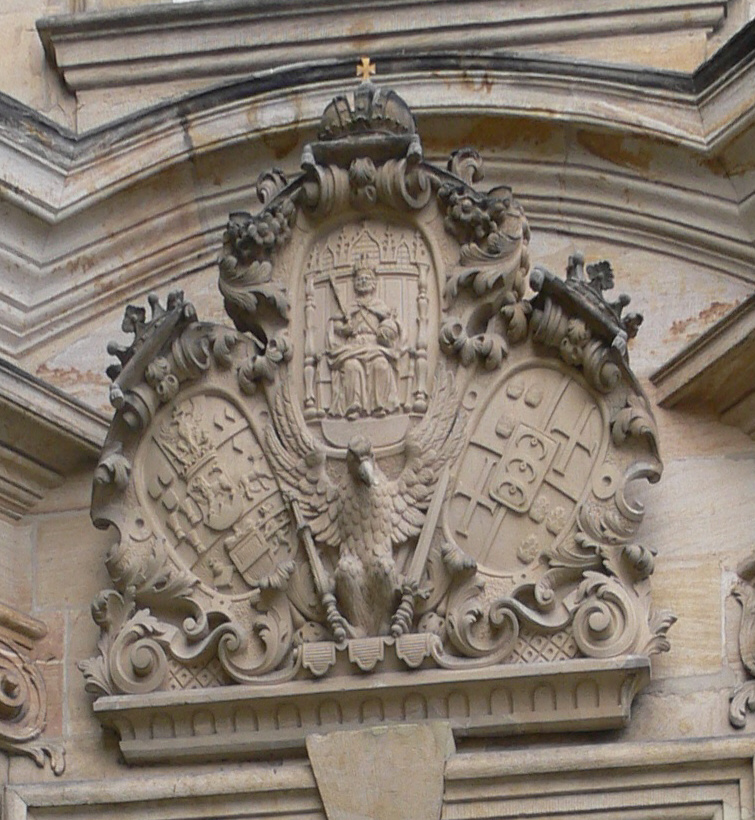
Armes de Frédéric-Charles au palais épiscopal de Bamberg, situées à gauche.

Frédéric-Charles négocie avec succès la fin de la guerre de Succession d'Espagne, en appuyant les positions du pape Clément XI et de l'empereur Charles VI. Il a la confiance de l'empereur, comme son oncle le prince-évêque de Mayence. Il succède à ce dernier en 1729 et, six mois plus tard, devient aussi prince-évêque de Wurtzbourg. Son règne coïncide avec une période brillante pour les deux évêchés. Il fait construire ou restaurer plus d'une centaine d'églises, commande la construction du château de Werneck (de) et de l'abbaye de Münsterschwarzach ainsi que la résidence de Wurtzbourg qui dure 24 ans. Cette frénésie architecturale est sans précédent dans l'histoire de l'architecture allemande. Il procède en outre à des réformes dans le domaine de la justice et de l'administration qui s'inspirent des premières Lumières des souverains européens. Il apporte aussi son soutien à l'université, crée des facultés de sciences naturelles et de médecine.
Il meurt après une courte maladie et demande à être enterré à la chapelle Schönborn de la cathédrale de Wurtzbourg et à ce que son cœur soit inhumé dans la chapelle de la Neue Residenz (Nouvelle résidence) de Bamberg, ses yeux et sa langue dans la chapelle Notre-Dame-de-Lorette de Göllersdorf. Avec sa mort, l'histoire de la munificence des prince-évêques de Schönborn se termine.